# Rejstřík trestů
Rejstřík trestů je informační systém Ministerstva spravedlnosti, která vede evidenci osob pravomocně odsouzených soudy v trestním řízení a dále evidenci jiných skutečností významných pro trestní řízení. Údaje z evidence slouží pro potřebu trestního, občanskoprávního nebo správního řízení a k prokazování bezúhonnosti.  
Dříve byl Rejstřík trestů samostatná organizační složka státu (dříve rozpočtová organizace) podřízená Ministerstvu spravedlnosti.Zákonem č. 427/2023 Sb. byl Rejstřík trestů jako samostatná organizační složka státu zrušen k 1. 1. 2025.

## Evidence údajů

### Evidence odsouzení
Pravomocná odsouzení Rejstříku trestů hlásí české soudy prostřednictvím tzv. trestních listů, které obsahují údaje identifikující odsouzeného a jeho trestní věc. Evidence zejména obsahuje:
- údaje k osobě odsouzeného, aby nebyl zaměnitelný s jinou osobou (jméno, příjmení, datum a místo narození, rodné číslo)
- označení soudu, který ve věci rozhodl, spisovou značku trestní věci, datum rozhodnutí
- číselné označení trestného činu podle příslušných ustanovení v trestním zákoníku
- údaje o uloženém trestu (jeho druh, výše či výměra), případně údaje o upuštění od uložení trestu
- údaje o uloženém ochranném opatření
- údaje o výkonu trestu a ochranného opatření

Součástí evidence Rejstříku trestů jsou i údaje o osobách pravomocně odsouzených soudy, které byly shromážděny podle dříve platných předpisů, a údaje předané Rejstříku trestů na základě mezinárodní smlouvy se Slovenskou republikou. Údaje o osobách pravomocně odsouzených soudy se uchovávají 100 let od narození osoby, které se týkají.
Do evidence Rejstříku trestů se zaznamenávají také údaje o odsouzení cizozemským soudem, jestliže o uznání rozhodnutí takového soudu rozhodl příslušný soud v České republice. Nejvyšší soud může rovněž na návrh Ministerstva spravedlnosti rozhodnout, že se do evidence Rejstříku trestů zaznamenají údaje o jiném odsouzení občana České republiky cizozemským soudem, jestliže se týká činu, který je trestným i podle právního řádu České republiky a zápis do evidence je odůvodněn závažností činu a druhem trestu, který za něj byl uložen. Na takto evidovaná odsouzení cizozemskými soudy se pak hledí jako na odsouzení soudem České republiky.

### Evidence dalších skutečností významných pro trestní řízení
Rejstřík dále eviduje pro potřebu trestního řízení evidenci osob, jejichž trestní stíhání bylo pravomocným rozhodnutím soudu nebo státního zástupce podmíněně zastaveno. S ohledem na mezitímní charakter takového rozhodnutí se i jeho evidence vede pouze dočasně. Po rozhodnutí o osvědčení či o pokračování v trestním stíhání, státní zástupce či soud, který ve věci rozhodl, podá Rejstříku trestů dodatečnou zprávu, na základě které se údaje vyřadí z evidence. Pokud Rejstřík trestů takovou zprávu neobdrží, vyřadí údaje z evidence po uplynutí jednoho roku od skončení zkušební doby podmíněného zastavení trestního stíhání.
Obdobným způsobem se vede evidence osob, u kterých státní zástupce pravomocně rozhodl o podmíněném odložení návrhu na potrestání.
Jako skutečnost významná pro trestní řízení se vede též rozhodnutí o schválení narovnání.

## Opis z evidence Rejstříku trestů
V opisu z evidence Rejstříku trestů (zkráceně též jen opis) se uvádějí všechny údaje o každém odsouzení osoby, které se opis týká, a všechny údaje o průběhu výkonu trestů a ochranných opatření i o zahlazení odsouzení. V opise se uvádějí i údaje z evidence podmíněného zastavení trestního stíhání a podmíněného odložení návrhu na potrestání. Opis je veřejnou listinou.
Opis si mohou vyžádat:
- orgány činné v trestním řízení
- Ministerstvo spravedlnosti v případě řízení o stížnosti pro porušení zákona, uplatnění rozhodnutí prezidenta republiky o amnestii, žádosti o milost, upuštění od výkonu trestu odnětí svobody nebo jeho zbytku v případě, kdy odsouzený má být vydán do ciziny nebo vyhoštěn, přípustnosti vydání obviněného k trestnímu stíhání do ciziny
- Kancelář prezidenta republiky v případě řízení o žádosti o milost či jmenování nebo podání návrhu na jmenování do funkce prezidentem republiky
- jiné orgány, u nichž to stanoví zvláštní právní předpis
- cizozemské justiční orgány, které jsou k tomu oprávněny mezinárodní smlouvou.

## Výpis z evidence Rejstříku trestů

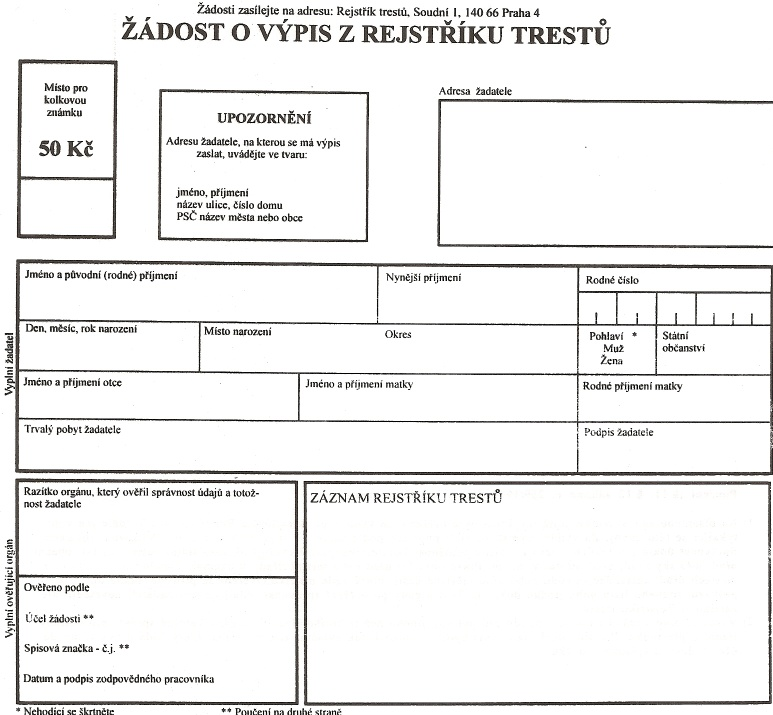
Formulář žádosti o výpis z Rejstříku trestů

Rejstříkem trestů se obvykle rozumí rejstřík trestů fyzických osob.
Existuje také Rejstřík trestů právnických osob jako veřejná evidence dle zákona č. 418/2011 Sb., o trestní odpovědnosti právnických osob. Evidence odsouzení právnických osob vznikla až v roce 2013.
Ve výpisu z evidence Rejstříku trestů (zkráceně též jen výpis) se uvádějí všechna dosud nezahlazená odsouzení včetně údajů o průběhu výkonu uložených trestů a ochranných opatření, pokud se podle zákona na pachatele nehledí, jako by nebyl odsouzen. Údaje o podmíněném zastavení trestního stíhání se ve výpise neuvádějí. Výpis je veřejnou listinou.
Výpis si mohou vyžádat:
- osoba, jíž se evidence týká, na základě písemné žádosti a při ověření její totožnosti (jakož i jejímu zmocněnci na základě úředně ověřené plné moci či advokátovi takové osoby), správnost údajů uvedených v písemné žádosti o výpis a totožnost žadatele bezplatně ověřují okresní státní zastupitelství, obecní úřady, které jsou pověřeny vedením matriky, zastupitelské úřady České republiky v zahraničí a pověření pracovníci Rejstříku trestů; po ověření příslušné orgány žádost zašlou Rejstříku trestů, za poskytnutí údajů se platí poplatek (kolkovou známkou vylepenou na žádosti)
- soudy a státní zastupitelství pro potřeby jiného než trestního řízení
- orgány veřejné správy pro potřeby přestupkového řízení

Pro jiné účely lze výpis vydat, pouze stanoví-li tak zvláštní zákon. Údaje o vydání výpisu, opisu se evidují spolu s uvedením, na čí žádost se tak stalo.

### Výpis prostřednictvím Datových schránek (ISDS)
Od roku 2016 je možné požádat o výpis z rejstříku trestů přes internet prostřednictvím Datových schránek.

## Adresa
- Legerova 1877/7, 120 00  Praha 2